# Władysław Wilkoszewski
Władysław Wilkoszewski ps. Wirion (zm. 9 marca 1863 pod Myszyńcem) – oficer Giuseppe Garibaldiego, był członkiem organizacji miejskiej w Warszawie, organizator województwa grodzieńskiego i pomocnik organizatora Litwy w powstaniu styczniowym. Poległ w bitwie pod Myszyńcem, będąc dowódcą oddziału kosynierów.